# Bičovka nosatá
Bičovka nosatá (Ahaetulla nasuta) je mírně jedovatý had z čeledi užovkovitých, který se vyskytuje např. v Indii, Srí Lance, Bangladéši, Barmě, Thajsku, Kambodži a Vietnamu.
Často bývá zaměňována s bičovkou zelenou.

## Popis
Bičovka nosatá je zeleně zbarvený stromový had. Běžně se živí žábami a ještěrkami. Na svou kořist číhá nehybně zavěšen ve větvích stromů. Má velmi štíhlé tělo, které je dlouhé 130–180 cm. Má velmi dobře vyvinuté binokulární vidění a periferní vidění. Je aktivní přes den. Při kousnutí uvolňuje jed, který člověka nemůže ohrozit na životě, ale způsobuje několikadenní bolestivé otoky.

## Synonyma
- Ahaetulla nasutus
- Dryinus fuscus
- Dryinus nasutus
- Dryophis mycterizans
- Dryophis nasutus
- Passerita nasuta
- Coluber nasutus[3]